# لوكا مورا
لوكا مورا (بالإيطالية: Luca Mora) (10 مايو 1988 ببارما في إيطاليا - ) هو لاعب كرة قدم إيطالي في مركز الوسط. لعب مع نادي ألساندريا.

## وصلات خارجية
- لوكا مورا على موقع قاعدة بيانات كرة القدم.إي يو (الإنجليزية)
- لوكا مورا على موقع Soccerway.com (الإنجليزية)
- لوكا مورا على موقع عالم كرة القدم.نت (الإنجليزية)